# Max Grafe
Max Grafe war ein deutscher Fußballschiedsrichter im Deutschen Fußball-Bund (DFB). Sein Verein waren die Sportfreunde Leipzig.
Er leitete das Endspiel um die deutsche Fußballmeisterschaft im Spieljahr 1909/10 am 15. Mai 1910 zwischen dem Karlsruher FV und dem FV Holstein Kiel, welches im Kölner Stadion Weidenpescher Park 1:0 nach Verlängerung für die Badener endete. Er kam auch in internationalen Spielen zum Einsatz, so als Schiedsrichter des ersten Länderspiels Deutschlands gegen Belgien (0:3) am 16. Mai 1910 in Duisburg, kurioserweise einen Tag nach der Spielleitung des Meisterschaftsendspiels in Köln.